# Alexandra de Hanôver (1882–1963)
Alexandra Luísa Maria Olga Isabel Teresa Vera de Hanôver (Gmunden, 29 de setembro de 1882 — Schleswig-Holstein, 30 de agosto de 1963), foi a última grã-duquesa consorte de Meclemburgo-Schwerin.

## Família
Alexandra era a segunda filha de Ernesto Augusto, Príncipe Herdeiro de Hanôver (1845-1923) e da princesa Tira da Dinamarca (1853 – 1933), a filha mais nova do rei Cristiano IX da Dinamarca (1818 – 1906) e da princesa Luísa de Hesse-Cassel (1817 – 1898). Alexandra era uma trisneta do rei Jorge III do Reino Unido (1738 – 1820) e da princesa Carlota de Meclemburgo-Strelitz.

## Casamento e filhos
Alexandra casou-se no dia 7 de junho de 1904 em Gmunden, no Império Austro-Húngaro, com Frederico Francisco IV de Meclemburgo-Schwerin (1882 – 1945), filho de Frederico Francisco III de Meclemburgo-Schwerin, e da sua esposa, a grã-duquesa Anastásia Mikhailovna da Rússia. Alexandra e Frederico tiveram cinco filhos:
- Frederico Francisco, Grão-duque herdeiro de Meclemburgo-Schwerin (1910–2001)
- Cristiano Luís (1912–1996) casou-se com a princesa Bárbara da Prússia, filha do príncipe Sigismundo da Prússia
- Olga (1916–1917)
- Tira (1919–1981)
- Anastásia (1922–1979) casou-se com o príncipe Frederico Fernando de Schleswig-Holstein-Sonderburg-Glücksburg